# Héctor Moreno (atleta)
Héctor José Moreno Moreno (Ventaquemada, Boyacá, 8 de junho de 1963) é um antigo atleta colombiano, praticante de marcha atlética. Esteve presente em quatro edições dos Jogos Olímpicos e em cinco Campeonatos Mundiais. O melhor registo, em termos de participações olímpicas, foi um 9º lugar nos 20 km marcha, nos Jogos de Barcelona 1992.
A nível de títulos, sagrou-se Campeão Pan-Americano em 1991, Campeão Ibero-Americano em 1983 e Campeão Sul-Americano em 1997, sempre na distância de 20 quilómetros marcha. 
Como recordes pessoais apresenta as marcas de 1:23:27 h nos 20 km marcha (realizada em Tóquio em 24/8/1991) e de 3:52:16 h, nos 50 km marcha (Naumburg, 25/05/1997).
É irmão de outro campeão de marcha colombiano, Querubín Moreno.